# Бъзов дланокоренник
Бъзов дланокоренник (Dactylorhiza sambucina) е вид грудкова орхидея.

## Описание
Грудково тревисто растение с височина 10 – 30 см. Стъблото е стабилно, кухо. Листата са зелени, без петна, широколанцетни.
Цветовете са с дебела, извита и насочена надолу шпора. Опрашва се от насекоми. Видът цъфти през пролетта.

## Разпространение
В България се среща в почти всички планини, между 500 и 2200 m надморска височина.